# Frente da Reserva
A Frente da Reserva foi uma grande unidade do Exército Vermelho durante a Segunda Guerra Mundial.

## Primeira formação
O termo Frente da Reserva descreve duas organizações distintas durante a guerra.  A primeira versão dessa frente foi criada em 30 de julho de 1941, como parte de uma reorganização da anterior Frente de Exércitos de Reserva.  A ordem da Stavka nº 3334, de 14 de julho, determinava que a Frente dos Exércitos de Reserva incluía:
- 24º Exército, com dez divisões, três canhões, um obus e três regimentos de artilharia, e quatro regimentos de artilharia antitanque;
- 28º Exército, com nove divisões, um canhão, um obus e quatro regimentos de artilharia, e quatro regimentos de artilharia antitanque;
- 29º Exército, com cinco divisões, cinco regimentos de artilharia e dois regimentos e um esquadrão de aviação;
- 30º Exército, com cinco divisões, um regimento de artilharia de corpo de exército e dois regimentos de artilharia de AA;
- 31º Exército, com seis divisões, um regimento de artilharia do corpo de exército e dois regimentos de artilharia antitanque; e
- 32º Exército, com sete divisões (aparentemente incluindo a 8ª Divisão de Infantaria) e um regimento de artilharia antitanque.

Esta frente foi cercada e destruída em Viazma.
As forças sobreviventes foram transferidas para a Frente Ocidental em 10 de outubro de 1941, sob o comando de Gueorgui Júkov.

## Segunda formação
A segunda versão desta frente foi criada em 6 de abril de 1943, e incorporou:
- 2º Exército de Reserva (3ª Formação)
- 24º Exército
- 53º Exército
- 66º Exército
- 47º Exército
- 46º Exército
- 5º Exército de Tanques da Guarda
- oito corpos móveis

Ela foi reorganizada como o Distrito Militar da Estepe no dia 15 de abril de 1943, e designada eventualmente como parte da Frente da Estepe.

## Comandantes
- Tenente-General do NKVD Ivan A. Bogdanov [Frente dos Exércitos de Reserva] (14–30 de julho de 1941)
- General Gueorgui Júkov (agosto-setembro de 1941)
- Marechal Semion Budionni (setembro - 10 de outubro de 1941)
- Tenente-general Markian M. Popov (6–15 de abril de 1943)